# Куюшты
Куюшты (Ҡойошто) — горный хребет, западный отрог Южного Урала, расположенный в Башкортостане.
Куюшты относится к хребтам Башкирского (Южного) Урала.
Куюшты растянулся субмеридионально в междуречье Большого и Сухого Кухтура (бассейн р. Белая) в Белорецком районе РБ.
Длина хребта 7 км, ширина 2 км, высота 816 м.
Хребет сложен из кварцитопесчаников зильмердакской свиты. Имеются каменные россыпи
Ландшафты — сосновые, лиственничные и берёзовые леса на горных серых лесных почвах и дерново-подзолистых почвах.